# Martinsville (Illinois)
Martinsville is een plaats (city) in de Amerikaanse staat Illinois, en valt bestuurlijk gezien onder Clark County.

## Demografie
Bij de volkstelling in 2000 werd het aantal inwoners vastgesteld op 1225. In 2006 is het aantal inwoners door het United States Census Bureau geschat op 1230, een stijging van 5 (0,4%).

## Geografie
Volgens het United States Census Bureau beslaat de plaats een oppervlakte van 5,4 km², waarvan 5,3 km² land en 0,1 km² water.

## Plaatsen in de nabije omgeving
De onderstaande figuur toont nabijgelegen plaatsen in een straal van 24 km rond Martinsville.